# Jouko Suomalainen
Jouko Suomalainen, född 8 april 1949 i Kuopio, är en finländsk före detta fotbollsspelare. Under karriären spelade han för KuPS och KPT. Han gjorde även 54 landskamper för Finlands landslag.
Suomalainen blev 1973 utsedd till Årets fotbollsspelare i Finland.

## Meriter
KuPS
- Finlands cup: 1968